# Titularbistum Thunigaba
Das Bistum Thunigaba (italienisch Diocesi di Tunigaba, lateinisch Dioecesis Thunigabensis) ist ein Titularbistum der römisch-katholischen Kirche.
Es geht zurück auf einen untergegangenen Bischofssitz in der gleichnamigen antiken Stadt, die in der römischen Provinz Africa proconsularis (heute Henchir-Aïn-Laabed im nördlichen Tunesien) lag. Der Bischofssitz war der Kirchenprovinz Karthago zugeordnet.
Bischof Niventius, der einzige historisch belegte Bischof, nahm auf katholischer Seite an der Konferenz von Karthago im Jahr 411 teil.
| Titularbischöfe von Thunigaba |                           |                                                |                   |                    |
| Nr.                           | Name                      | Amt                                            | von               | bis                |
| 1                             | Giocondo Maria Grotti OSM | Territorialprälat von Acre e Purus (Brasilien) | 8. Juli 1965      | 28. September 1971 |
| 2                             | Julius Babatunde Adelakun | Weihbischof in Oyo (Nigeria)                   | 16. November 1972 | 13. April 1973     |
| 3                             | Paweł Socha CM            | Weihbischof in Grünberg-Landsberg (Polen)      | 20. November 1973 |                    |